# Дубравский, Андрей Станиславович
Андрей Станиславович Дубравский (пол. Andrzej Dubrawski, Dubrazki, в российских источниках Дубровский, Дубражский) герба Сас (Sas; ок. 1720 — ок. 1803) — участник патриотического подполья костюшковской эпохи, ссыльный в Сибирь.
Писарь овручский, затем подстароста oвручский гродский, судья гродский житомирский, депутат на киевский сейм 1767—1768 гг.
Был очень богат, владел под Бердичевом Райгородокским ключом (земским имением) с сёлами Фридров (теперь Терновка) и Kлитенка, а также на Житомирщине Горошковским ключом с местечком Горошки и селом Зубовщина, где Дубравский проводил осень и зимы в охоте. Летом хозяйствовал на своих черноземах во Фридрове. Он жил в уединении, с несколькими друзьями, даже в Люблин и Варшаву ездил верхом. Не заезжал на ночлеги и привалы, хотя и шли за ним брички с кухней и буфетами, а располагался у воды. Даже зимой ночевал на снегу, завернувшись в шкуру медведя. Носил шляхетскую куртку и поверх гуцульскую гуню, из толстого сукна, на людях — польский строй (костюм). Несмотря на внешнюю дикость, удивлял умом и остроумием. Спартанец, сильной воли и характера, умеренный и трезвый, трудолюбивый и энергичный, ненавидел праздности, пьянства и воровства. Хозяйство его было образцовым и леса неохватными. Народ, у него был зажиточный и трудолюбивый, находящийся в достатке и безопасности. При отсутствие полиции сам поддерживал порядок в Бердичевском и Житомирском поветах и гайдамачества там не допускал. Когда команды Юзефа Габриеля Стемпковского и Франтишка Ксаверия Браницкого хватали гайдамаков и вешали их тысячами, Дубравский возражал против такого варварства, а отсылал в темницу под башней в Зубовщине, где их каждую пятницу секли без милосердия, а раскаявшихся через несколько недель или месяцев выпускали. Дубравский до сих пор живёт в преданиях народа на Волыни, как жестокий и мстительный истребитель гайдамаков.
Дубравский, став судьей градским житомирским, успокоил Волынь на пограничье с Украиной без военной помощи. Также провёл громкое дело скупщика краденого еврея Mошко, богатого арендатора, организатора грабежей, которого после разбирательства обезглавили, поэтому евреи ненавидели Дубравского и сильно ему вредили.
Дубравский долго жил холостым и собрал значительные капиталы, имел богатое собрание венгерского вина, буфеты в серебре и отличную службу. Деньги одалживал на слово, и процентов по шляхетскому обычаю, не брал. Любил лечить народ топленным салом различных животных, добавляя несколько капель жира в водку, и это от всякой болезни. Женился в пожилом возрасте на вдове Стецкой, из дома Хоецких. После женитьбы остепенился, зимой жил в Житомире и ездил на карете.
Принимал участие в съезде заговорщиков в Хойниках у Кароля Прозора в августе 1793 г. Когда началось восстание Костюшки российские власти приказали сдать оружие. Дубравский, который имел большую коллекцию красивого старосветского оружия, приказал своим слугам закопать его и поставить на этом месте стог сена. Но кто-то донес, оружие нашли, кроме того, нашли воззвание к готовящемуся восстанию.
На Пасху 1794 г. Дубравского арестовали. Офицеры и чиновники разграбили серебро и драгоценности. Затем было Смоленское следствие, где Дубравский был отнесен к первой категории (нарушение верноподданнической присяги, участие в подготовке бунта) обвиняемых, по приговору, объявленным именным указом Екатерины II от 20 июня 1795 г. был осужден на поселение в «отдаленнейшие Сибирские города».
Имущество Дубравского конфисковали: Горошковский и Райгородокский ключи, вместе с 2667 душ мужских получил 2 IX 1795 г. генерал Михаил Кутузов [Горошки в 1912—1923 гг именовались Кутузово, потом в 1923—1923 гг. Володарск, затем Володарск-Волынский]; деревни Фридров, 304 душ мужских, и Kлитенку получил подполковник Михаил Пафнутьев.
В Иркутске Дубравский был назначен в уездный город Зашиверск Якутской области Иркутской губернии.
Отправленный по «ордеру якутского коменданта» из Якутска 1 июня 1796 года, Дубровский, под присмотром сержанта Охотина и одного казака, как «секретный арестант» прибыл к месту ссылки 21 июля. Зашиверский городничий должен был «употребить за ним смотрение, всякую осторожность и бдение, не позволяя ему ни с кем из живущих в городе иметь вольного обращения или посещения», ежемесячно доносить о здоровье и поведений арестанта, а также наблюдать за всей его корреспонденцией. Дубравский в ссылку привез «4 кафтана, 4 пары сапог, перину, 3 подушки, 2 ковра, лисью шубу, шинель и много других вещей, а деньгами — 52 голландских червонца и 700 рублей русскими ассигнациями». При переезде у него пропали серебряные часы. На довольствие ему выдавалось «по 60 коп. на день от казны и, по мере необходимости, он мог брать небольшими суммами из собственных средств». Здесь он отдался своей любимой охоте, несмотря на то, что имел более 70 лет. Зарабатывал даже на торговле шкурами.
Уже 12 марта 1797 года, то есть меньше чем через год по его прибытие в ссылку, пришёл указ «о всемилостивейшем освобождении подпавших под наказание, заточение и ссылку поляков», а 14 марта Дубравский уже выехал из места ссылки.
Дубравская, все что имела, отдала на спасение мужа. Кутузов отдал ей назад разграбленную Зубовщину с 12 избами. Дубравский вернулся на родину белобородым стариком и не пожелал воспользоваться милостью Кутузова, а нашёл ещё одну свою деревню возле Мозыря, которую забыли конфисковать. Деньги, которые давал в долг, никто не вернул, Дубравский о них и не напоминал, а должники не торопились с отдачей. Только один человек из-под Вильно возвратил ему взятую в долг сумму. Её Дубравский отдал жене, а сам вскоре умер.